# Lijst van voetbalinterlands Burundi - Kenia (vrouwen)
Deze lijst van voetbalinterlands is een overzicht van alle officiële voetbalinterlands tussen de nationale vrouwenteams van Burundi en Kenia. De landen hebben tot nu toe drie keer tegen elkaar gespeeld. 

## Wedstrijden
| № | Plaats  | Datum             | Competitie                        | Wedstrijd       | Uitslag |
| - | ------- | ----------------- | --------------------------------- | --------------- | ------- |
| 1 | Njeru   | 13 september 2016 | Oost-Afrikaans kampioenschap 2016 | Burundi − Kenia | 0 − 4   |
| 2 | Mbagala | 23 november 2019  | Oost-Afrikaans kampioenschap 2019 | Kenia − Burundi | 5 − 0   |
| 3 | Chamazi | 13 juni 2025      | Oost-Afrikaans kampioenschap 2025 | Burundi − Kenia | 0 − 3   |

## Samenvatting
| Competitie                   | Totaal gespeeld | Winst Burundi | Gelijk | Winst Kenia | Doelsaldo Burundi – Kenia |
| ---------------------------- | --------------- | ------------- | ------ | ----------- | ------------------------- |
| Oost-Afrikaans kampioenschap | 3               | 0             | 0      | 3           | 0 − 12                    |
| Totaal                       | 3               | 0             | 0      | 3           | 0 − 12                    |